# Trigonarthris proxima
Trigonarthris proxima  (лат.) — вид жуков-усачей из подсемейства усачиков. Распространён на востоке Северной Америки. Имаго посещают цветки растений, например, Spiraea alba. Длина тела взрослых насекомых — около 12 мм.